# Marc Paygnard
Marc Paygnard, né le 15 mai 1945 à Trieux (Meurthe-et-Moselle), est un photographe français, proche du courant de la photographie humaniste, connu pour ses photographies humoristiques. Il vit à Vesoul dans la Haute-Saône.

## Biographie
Marc Paygnard commence sa carrière de journaliste et de photographe en entrant en 1970 au Républicain lorrain à Metz. Il passe ensuite à L'Est républicain, où il travaille dans les rédactions de Longwy, Nancy et Vesoul.
En 1979, Raymond Grosset lui propose de rejoindre l'agence Rapho, où il côtoie des photographes tels que Robert Doisneau, Édouard Boubat, Willy Ronis.
En 1982, son travail est récompensé par le Grand prix d'auteur décerné par la Fédération photographique de France.

## Citations
Je suis tombé dans la photographie dès mon plus jeune âge et j’en suis encore tout réjoui et ébloui aujourd’hui. A l’instar de photographes devenus des amis comme Jean Dieuzaide, René Maltête ou Edouard Boubat, j’ai suivi un chemin parsemé de bonheurs.
Oui, parce que ces hommes là m’ont fait comprendre que chaque sujet abordé pouvait faire naître la passion : il n’y a pas de grands sujets, il n’y a que de belles histoires et chaque photo a la sienne.Dans la multitude d’histoires rencontrées, j’ai chaque fois trouvé un certain émerveillement.La photographie est un si précieux témoin de notre temps…
Elle m’a permis de traverser une vie intense toujours empreinte de cette chaleur humaine où j’ai la plupart du temps recherché l’aspect le plus beau, le plus émouvant.

## Publications
- 1981 : Les Sabots de lune, Éd CDJA
- 1982 : Marc Paygnard, Grand prix d'auteur catalogue de l'exposition, Musée Nicéphore Niépce, Chalon-sur-Saône, 19 novembre 1982 - 2 janvier 1983
- 1987 :  Arrêt-Images, Éd. Turbulences / TUR
- 1989 :  Paris-Dakar à vélo, Éd. Erti
- 1993 : Pesmes: Un passé glorieux... un avenir radieux..., préface de Bernard Joly, texte de Guy Hoyet, 93 pages, Éd. Schreck, Nancy
- 1994 :  La tradition en Haute-Saône, Éd. Dominique Guéniot
- 1995 :  Femmes du Haut Jura, Éd. L’Atelier Patrimoine
- 1996 :  Haute Saône, Éd. Conseil Général
- 1997 :  Alst’hommes  Belfort, Éd. Paysage
- 1999 :  Franche Comté, Éd. Castor et Pollux
- 2001 :  Besançon, l'esprit du temps, avec Daniel Antony, et Jack Varlet, Éditions du Sekoya,  (ISBN 978-2-84751-001-0)
- 2001 :  Langres: Cœur de Bourgogne et de Champagne, textes de David Covelli, Guy Hubert et Jean-Paul Pizelle, 159 pages, Éd. Dominique Guéniot •  (ISBN 978-2-87825-209-5)
- 2004 :  La Meuse sentimentale, Éd. Noires Terres
- 2005 :  Ronchamp  Le Corbusier, Éd. Noires Terres
- 2005 :  Voir Vesoul, texte de de Guy-Jean Michel, 156 pages, Éd. Dominique Guéniot •  (ISBN 978-2-87825-268-2)
- 2006 :  L'esprit de la terre, Louvergny, Éd. Noires terres (ISBN 978-2-915148-09-1 et 2-915148-09-0)
- 2006 : Daniel Antony et Jack Varlet, Besançon : l'esprit du temps, Besançon, les Éditions du Sekoya, 3e éd. (ISBN 978-2-84751-047-8 et 2-84751-047-8)
- 2006 : Sedan naturellement héroïque, Éd. Noires Terres
- 2008 : Amour du pain, Éd. Noires Terres  (ISBN 2-91514-822-8)
- 2009 : Le Parlement wallon, Éditions Weyrich
- 2009 : Mille Étangs, Éd. Noires Terres  (ISBN 978-2-91514-829-9)
- 2010 : Rochefort, Belgique, Éditions Weyrich
- 2010 : La Haute Saône - Guide découverte, textes de Jean-Christophe Demard et Gérard Ferrand, 480 pages, Éd. Noires Terres •  (ISBN 978-2-91514-835-0)
- 2010 : La Saint-Vincent à Champlitte, avec Jean-Christophe Demard, Éd. Noires Terres •  (ISBN 978-2-91514-841-1)
- 2011 : Au cœur de la vie, Éd. Noires Terres
- 2011 : Le cheval ardennais, Éditions Weyrich
- 2011 : Racines, Hier dans les Vosges du sud, Éd. Noires Terres
- 2012 : Le Territoire de Belfort, textes de Christophe Cousin et Joël Gilbert, 256 pages, Éditions Noires Terres •  (ISBN 978-2-91514-857-2)
- 2012 :  La Franche-Comté: Plumes et paysages, Éd. Noires Terres
- 2015 :  L'Émerveillé, 250 photos noir et blanc, Éd. Noires Terres
- 2019 : La Haute-Saône en images, texte de Bernard Carraud, 223 pages, Éditions Noires Terres •  (ISBN 978-2-90044-617-1)
- 2022 : La Franche-Comté - 365 jours, texte de Jean-Louis Clade, 280 pages, Éditions La Geste •  (ISBN 979-1-03531-707-2)
- 2022 : Besançon à voir & à vivre, texte de Bernard Carraud, 127 pages, Éditions Noires Terres •  (ISBN 978-2-90044-651-5)

## Récompenses et distinctions
- 1982 : Grand prix d'auteur, décerné par la Fédération photographique de France

## Collections
Les photographies de Marc Paygnard sont présentes dans de nombreuses collections publiques et privées, notamment au Musée Nicéphore-Niépce, à la Galerie municipale du Château d'eau, Toulouse, au Musée Carnavalet, au Cabinet des estampes de la Bibliothèque nationale de France et au MoMA à New York.

## Expositions

### Expositions individuelles
- 1979 : Biennale internationale de l’image, Nancy
- 1980 : Les gens d’ici, Cipes, Exincourt
- 1980 : Galerie Nicéphore, Serémange-Erzange
- 1980 : Centre Benoît Frachon, Belfort
- 1982 : Capturing time, Édimbourg, Écosse
- 1982 : Musée Nicéphore-Niépce, Chalon-sur-Saône, du 19 novembre 1982 au 2 janvier 1983
- 1983 : Grand prix de la ville de Vienne
- 1983 : Musée Ancien, Grignan
- 1983 : Médiathèque, Metz
- 1983 : Galerie des Arts, Nancy
- 1983 : Captions, Institut français, Londres
- 1984 : Parlez moi d’humour, Musée Georges-Garret, Vesoul
- 1984 : Théâtre Edwige-Feuillère de Vesoul, Vesoul
- 1984 : Musée d’Orange, parrainé par Jean Dieuzaide
- 1984 : Stills Galery, Édimbourg, Écosse
- 1985 : Galerie Nicaise, Laon
- 1985 : Itinérance, Saline royale d'Arc-et-Senans
- 1986 : Mois de la photo de Reims, Théâtre de Reims
- 1987 : Rencontres internationales de la photographie, Arles, présentée par Frédéric Mitterrand
- 1987 : L'espace indicible, Saline royale d'Arc-et-Senans, avec Jacqueline Salmon
- 1987 : Sahara : Le marabout des sables
- 1990 : L'été de la photographie, Laon
- 1991 : Indiana Saône, Musée Georges-Garret, Vesoul
- 1991 : Biennale internationale de l'image, Nancy
- 1991 : Roumanie, Laon
- 1992 : Invité d’honneur, Mois de la photo, Auxerre
- 1993 : Biennale photographique de Montpellier
- 1995 : Campagn’Art, Audincourt
- 1995 : Alst’hommes, Belfort
- 1996 : Femmes du haut Jura, Morez
- 1997 : Empreintes Chapelle de l'Hôtel de ville de Vesoul, Vesoul
- 2000 : Doubles vues Archives départementales de la Haute-Saône, Vesoul
- 2002 : Biennale de la photographie Urbi et Orbi :  
  - Sedan : Face à façades
  - Charleville-Mézières : Naufrage, Galerie Place Ducale
- 2003 : Architecture contemporaine, Héricourt
- 2003 : Maison de Franche-Comté, Paris
- 2004 : Gyvernimai-Vaizdai, Vilnius, Kaunas, Lituanie
- 2008 : Baisers, Festival des mots d’amour, Baume-les-Dames
- 2008 : Étrange, Vesoul
- 2009 : Le Pain, Archives départementales de la Haute-Saône, Vesoul
- 2010 : Proudhon, modèle Courbet, Festival d'Avignon
- 2015 : L'Émerveillé, Biennale de la photographie Urbi et Orbi, Sedan
- 2015 : Invité d'honneur au premier festival photo de Gruissan, Aude
- 2022 : Humaniste par nature, Galerie Ira Leonis, Arles
- 2025 : Sur le vif, Musée comtois, Citadelle de Besançon, du 19 avril au 2 novembre 2025 [2]